# Erythranthe washingtoniensis
Erythranthe washingtoniensis är en gyckelblomsväxtart som först beskrevs av Michel Gandoger, och fick sitt nu gällande namn av Guy L. Nesom. Erythranthe washingtoniensis ingår i släktet Erythranthe och familjen gyckelblomsväxter. Inga underarter finns listade i Catalogue of Life.